# Golf de Sept Fontaines
Pour les articles homonymes, voir Sept Fontaines (homonymie).
Ne doit pas être confondu avec le Golf Abbaye de Sept Fontaines, en France.
Le Golf Club 7 Fontaines, à cheval sur la frontière linguistique belge, est un parcours de golf situé dans la commune de Braine-l'Alleud dans le Brabant wallon (Belgique).
Ce golf privé dispose de deux parcours de 18 trous (Le Château et la Forêt) et d'un 9 trous (Le Parc). Il fut inauguré en 1987.

## Le château de l'Hermite en guise de club-house
Le golf de Sept Fontaines étend son parc privé sur 100 hectares de forêt et de plaines vallonnées. Il a été créé en 1987 dans le domaine du château de l'Hermite.
Autour du château aménagé en Club House se déroulent les fairways de divers parcours adaptés aux joueurs de tous les niveaux.

## Situé au cœur d’une région historique
A deux pas de la sortie du golf se trouve l'ancien prieuré de l'Ermite (en néerlandais : Clusa-ter Cluysen). La chapelle de l'Ermite seule subsiste de tous les bâtiments prioraux. Elle date de la première moitié du XVe siècle. Le style général est gothique flamboyant avec des remaniements au XVIIIe siècle et des restaurations importantes en 1937. 
De l'autre côté du « chemin des moines » qui longe les trous n°14 et 15 du parcours La Forêt se trouve le site classé de l'ancien prieuré de Sept Fontaines. Ses étangs  sont ainsi actuellement en région flamande et le golf en région wallonne. Sa fondation remonte à 1389. Les moines Augustins avaient fondé cette abbaye sur un emplacement où coulent sept sources. Ils ont aménagé des étangs comme réserve de nourriture durant le carême.

## Infrastructure
- Parcours : 
  - Le Château, par 72 de 6 000 m

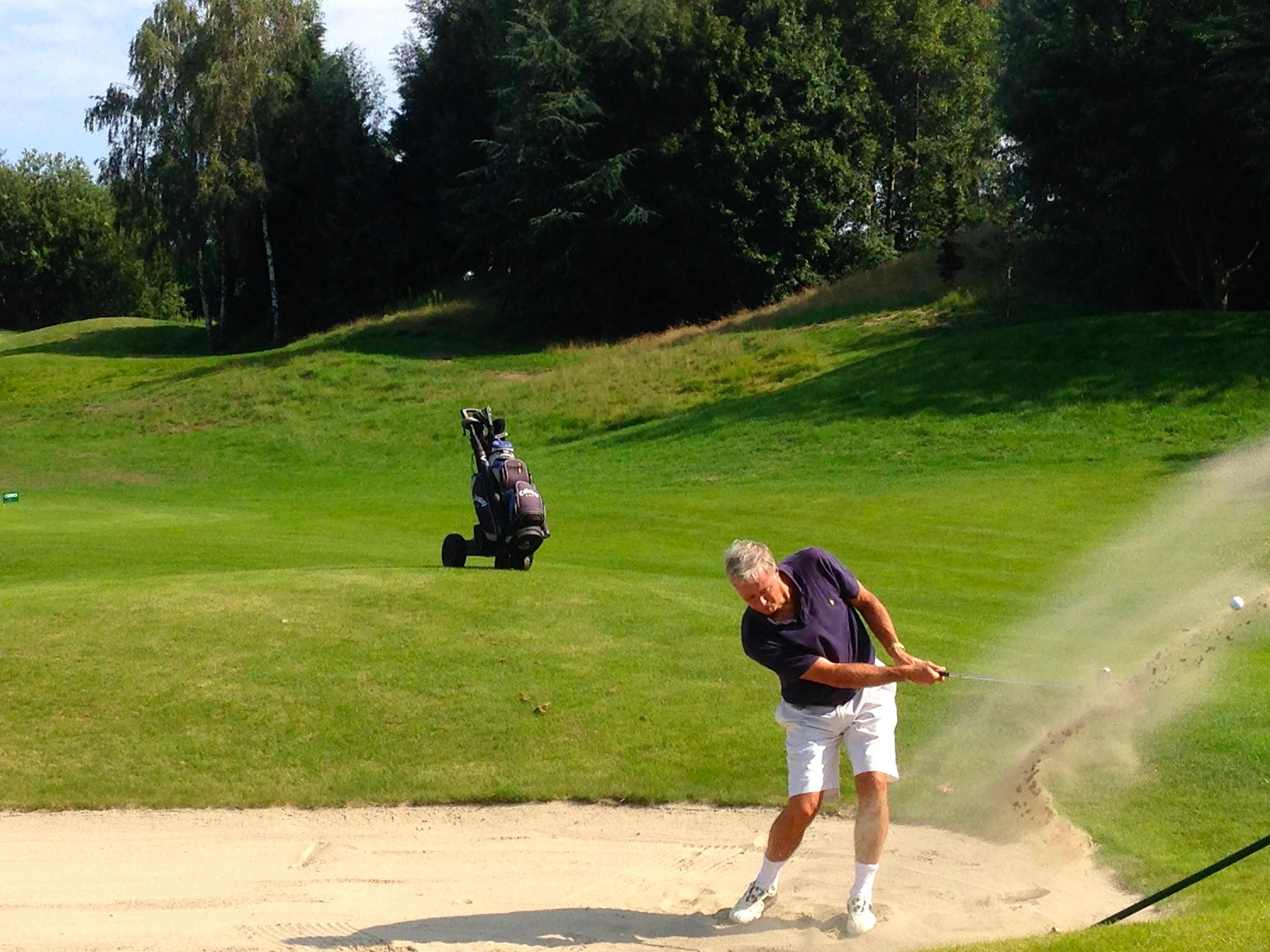
Bunker de green au trou n°8

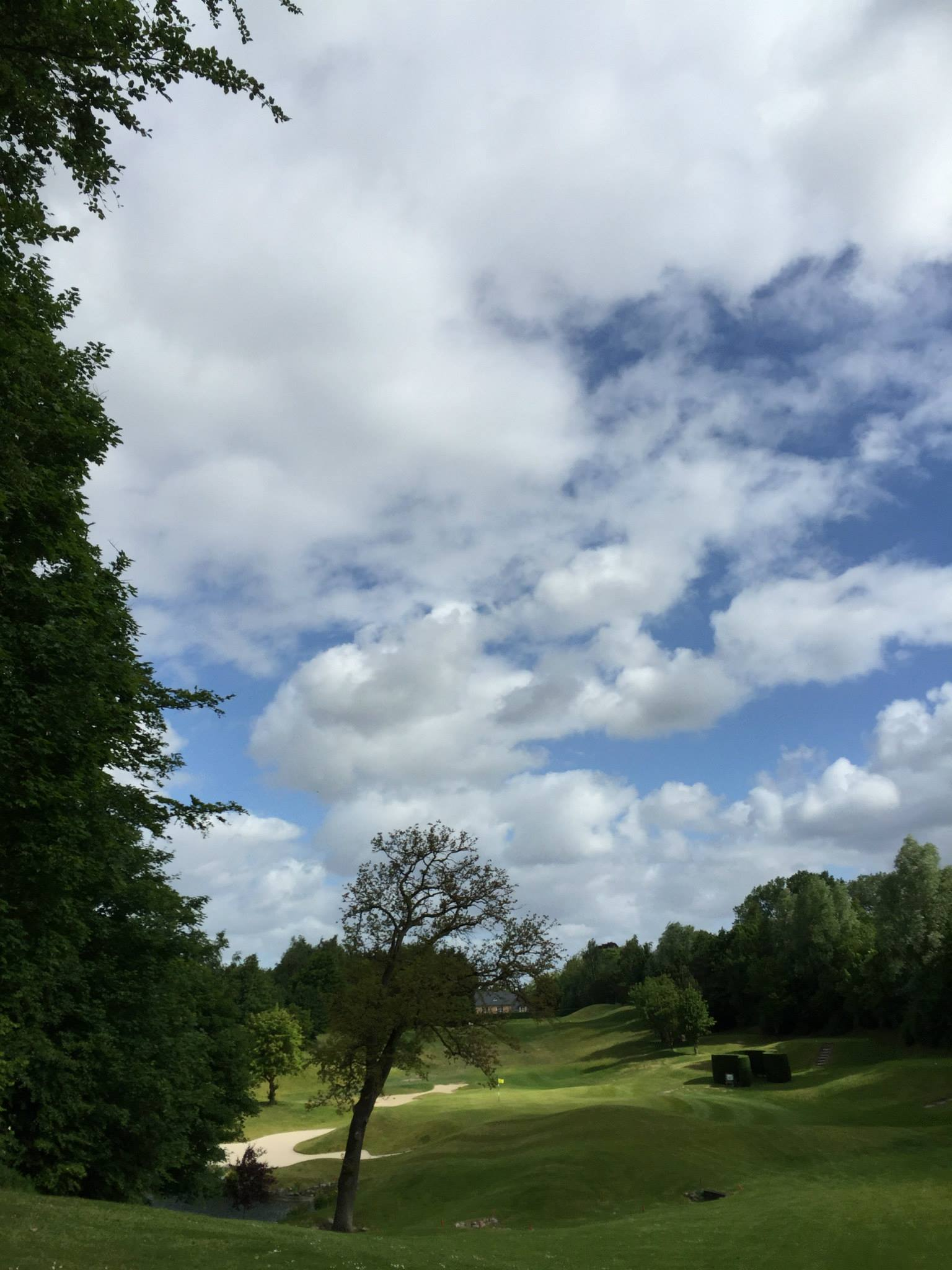
Vue du parcours "Le Château".

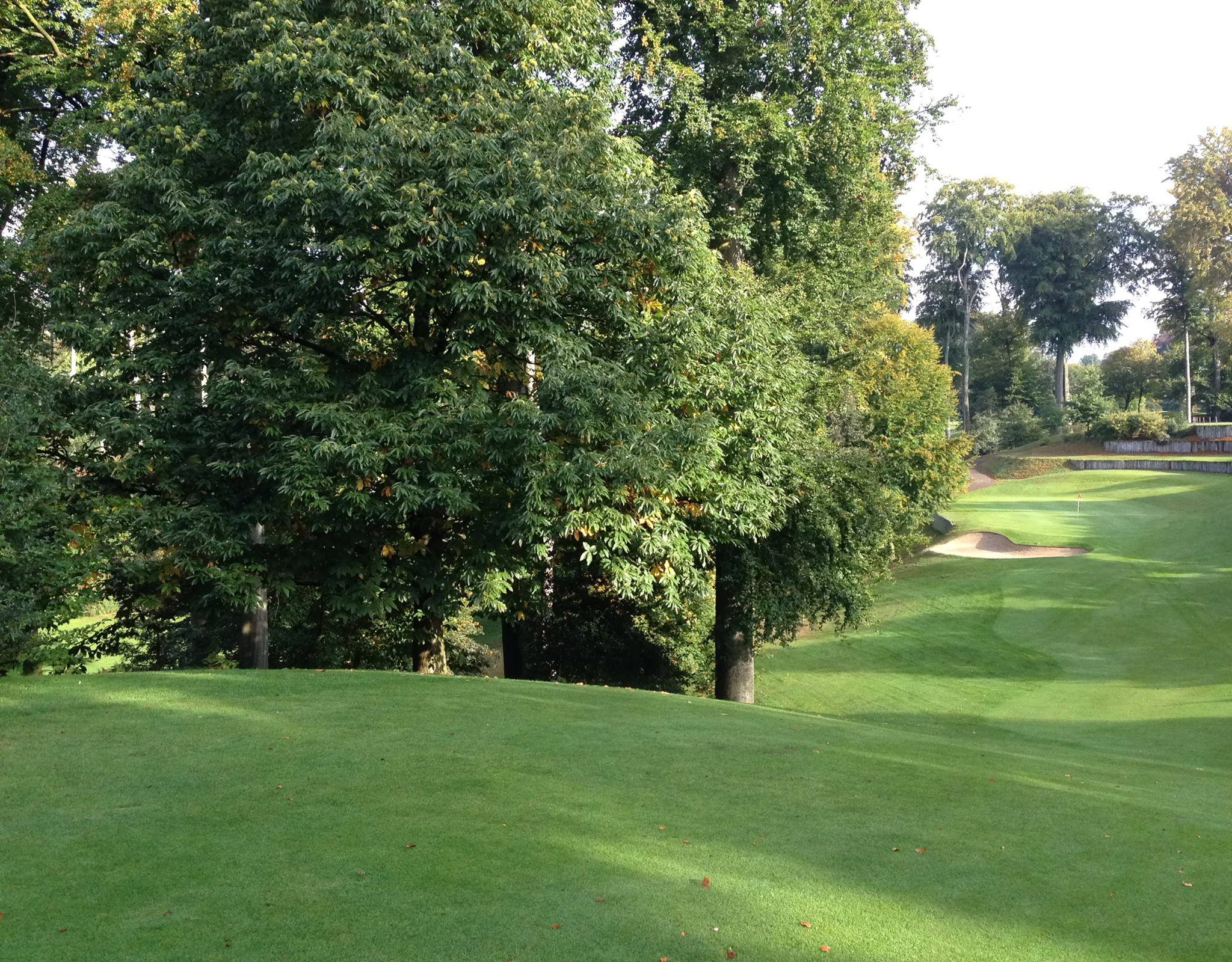
Vue du parcours "La Forêt".

  - La Forêt, par 69 de 4 874 m (Architecte : Jean-Marie Rossi)
  - Le Parc, par 27 de 1 232 m

## Tenue lors des rencontres officielles
- Polo blanc
- Pantalon noir
- Pullover noir

## Membres notables actuels ou anciens
- Serge Kubla, homme politique belge
- Pierre Marcolini, chocolatier belge
- Yves Saint-Martin, ancien jockey français

### Galerie

Panorama, en automne, des trous n° 12 Forêt et n° 2 Château.